# Yoshihide Nishikawa
Yoshihide Nishikawa (japanisch 西川 吉英 Nishikawa Yoshihide; * 10. April 1978 in der Präfektur Tochigi) ist ein ehemaliger japanischer Fußballspieler.

## Karriere
Nishikawa erlernte das Fußballspielen in der Schulmannschaft der Yaita Higashi High School und der Universitätsmannschaft der Chūō-Universität. Seinen ersten Vertrag unterschrieb er 2001 bei den Ōita Trinita. Der Verein spielte in der zweithöchsten Liga des Landes, der J1 League. 2002 wechselte er zum Ligakonkurrenten Shonan Bellmare. Für den Verein absolvierte er 12 Ligaspiele. 2004 wechselte er zum Drittligisten Sagawa Printing. Für den Verein absolvierte er 34 Ligaspiele. 2005 wechselte er zum Ligakonkurrenten Tochigi SC. Für den Verein absolvierte er 51 Ligaspiele. Ende 2007 beendete er seine Karriere als Fußballspieler.